# Großbankengesetz
Das Großbankengesetz (amtlich: Gesetz über den Niederlassungsbereich von Kreditinstituten) diente der Neustrukturierung der deutschen Privatbanken nach Gründung der Bank deutscher Länder. 
Der Zentralbankrat der Bank deutscher Länder beauftragte am 10. Februar 1950 das Direktorium, „Vorschläge zur Neuordnung der Großbanken ... zu unterbreiten“. Nach langwierigen Verhandlungen entstand das Großbankengesetz, das die von den Alliierten verfügte Auflösung der Großbanken Deutsche Bank, Dresdner Bank und Commerzbank bestätigte, aber die Anzahl der entstandenen Teilinstitute verringerte: 
- die Dresdner Bank war in 11 Institute,
- die Deutsche Bank in 10 Institute und die
- Commerzbank in 9 Institute aufgeteilt

Das Gesetz mit Ausfertigungsdatum vom 29. März 1952 erlaubte eine teilweise Wiederzusammenführung der 30 einzelnen Institute in drei Regionen. Dazu wurde Westdeutschland in drei Bezirke geteilt, und es entstanden neun zentrale Institute. Die drei Großbanken waren jeweils in drei Institute aufgeteilt. Bis 30. September 1952 hatten die Geschäftsbereiche der bisherigen drei Großbanken Zeit, einen Beschluss der Aktionäre herbeizuführen, um die Neustrukturierung vorzunehmen. So entstanden mehrere Nachfolgeinstitute. Das Fusionsgesetz (offiziell „Gesetz zur Aufhebung der Niederlassungsbereiche von Kreditinstituten“) vom Dezember 1956 hob das Großbankengesetz in weiten Teilen wieder auf und ermöglichte die Wiedervereinigung der Nachfolgebanken. Ausgeschlossen waren die Niederlassungen in Berlin (West). Darüber hinaus hob es das Verbot personeller Verflechtungen der Geschäftsleitungen der Nachfolgebanken (Personalunion), deren finanzielle Beteiligungen untereinander (Überkreuzbeteiligung) und die Beschränkung der Emission ausschließlich von Namensaktien auf.